# Infrastruktura społeczna
Infrastruktura społeczna – urządzenia, które stanowią materialną podstawę przekazu usług socjalnych i kulturalnych.
Przykładowo:
- szpitale
- sanatoria
- domy pomocy społecznej
- szkoły, przedszkola
- obiekty kulturalne (biblioteki, kina, teatry, opery)
- obiekty sportowe (stadiony, hale widowiskowo-sportowe)

Jest to zespół urządzeń publicznych zaspokajających potrzeby socjalne, oświatowe i kulturalne ludności. W polityce społecznej występuje w dwóch układach: w roli instytucjonalnej i funkcjonalnej.
Infrastruktura społeczna obejmuje usługi w zakresie prawa, bezpieczeństwa, oświaty i nauki, kultury, opieki społecznej i służby zdrowia itp. (np. szkoły, szpitale, sądy, więzienia, instytucje administracji państwowej).
Infrastruktura społeczna ma duże znaczenie w rozwoju edukacji. Rozbudowa szkół ma ogromne znaczenie. Np. w latach 60. nastąpił rozwój szkół zawodowych: średnich i zasadniczych, co stanowiło czynnik dynamizujący gospodarkę. Ważne jest istnienie szkół na wsi. Dzięki temu start życiowy młodzieży wiejskiej może być równoważny ze startem młodzieży miejskiej.